# Luigi Serafini (basket-ball)
Pour les articles homonymes, voir Luigi Serafini.
Luigi Serafini, né le 17 juin 1951, à Formigine, en Italie et mort à Bologne le 23 août 2020, est un ancien joueur italien de basket-ball. Il évolue durant sa carrière au poste de pivot.

## Palmarès
- 3e du championnat d'Europe 1971
- Champion d'Italie 1976
- Coupe d'Italie 1974